# 지침국
지침국(支侵國)은 고대 한반도에 존재했던 국가로 마한의 54국 중의 하나이다. 충청남도 예산군에 위치했을 것으로 추정된다.